# Ukrajinsk
Ukrajinsk (ukrajinsky Українськ; rusky Украинск – Ukrainsk) je město v Doněcké oblasti na Ukrajině. Leží zhruba 10 kilometrů jihovýchodně od Selydového a zhruba 45 kilometrů severozápadně od Doněcku, správního střediska celé oblasti. V roce 2014 v něm žilo bezmála dvanáct tisíc obyvatel.

## Historie
Ukrajinsk byl založen v roce 1952 pod jménem Lesovka (Лесовка) jako sídlo horníků pro uhelný důl Ukrajinsk. V roce 1963 byla Lesovka povýšena na město a přejmenována podle dolu. V roce 1970 měla dvacet tisíc obyvatel.